# Польський національно-територіальний край
Ця стаття про польську автономію у складі Литви. Про невизнану польську державу на теренах Віленського краю у 1920-х роках див. Серединна Литва
Польський національно-територіальний край — польськомовний автономний округ, створений в односторонньому порядку в межах Литви литовськими поляками. Район охоплював землі Литви, що відокремилися від СРСР, де поляки становили більшість населення. Її створення було обіцяно спеціальною постановою Верховної Ради ЛРСР, але після її виходу з СРСР зобов'язання не було виконано. Поляки в односторонньому порядку оголосили про створення автономного округу, але місцева влада була ліквідована литовською.
До автономії було два шляхи. Перший був у співпраці з литовцями (автономія згори), за яким послідував Союз поляків Литви (ЗПЛ), а інший, реалізований знизу, місцевими активістами з Комуністичної партії Радянського Союзу (КПРС) (Ян Цеханович, Чеслав Висоцький із Шальчинінкаю).
Лідери ЗПЛ покладали великі надії на забезпечення прав польської меншини згори новою владою Литви, що було підтверджено резолюцією парламенту у Вільнюсі в січні 1990 року, в якій уряд Литви зобов'язався підготувати проєкт. польської територіальної одиниці до 31 травня 1990 року. На кону тоді стояла доля всього СРСР, а Литва готувалася проголосити незалежність. Після проголошення незалежності 11 березня 1990 року польська проблема перестала бути актуальною, і справа затягнулася до тих пір, поки рішення не було реалізовано.
Коли 31 травня 1990 року, коли закінчився термін для презентації урядом Литви проєкту польської автономної територіальної одиниці, Координаційна рада швидко організувала три зустрічі делегатів польської меншини щодо створення польської територіальної одиниці в складі Литви. З'їзди, в яких взяли участь близько 240 делегатів, відбулися в Ейшишках, Яворові та Мосцішках, до участі були запрошені органи влади Литви, а також литовські ЗМІ.
У той самий час питанням польської автономії у складі Литви зайнялася ЗПЛ, і керівництво цієї організації у вересні підтримало ідею польського виборчого округу, який, однак, залишився б у складі Литовської держави.
Врешті-решт польські депутати Вільнюського краю на з'їзді в Ейшишках 6 вересня 1990 року одноголосно підтримали резолюцію, що до створення Польського національно-територіального краю. З цього дня в Литві мала б існувати автономна одиниця.
Польська автономія мала включати:
- Вільнюський район
- Шальчинінкський район
- Швянченінський район
  - місто Пабраде
  - ґміна Підброддя
  - комуна Магуні
- Тракайський район
  - ґміна Ландварів
  - ґміна Полукня
  - муніципалітет Тракай
  - ґміна Старий Тракай
- Ширвінтоський район
  - ґміна Явнюни

Місцем розташування автономної влади мала бути центральна Науйої-Вільна (Нова Вілейка), зараз це східний район Вільнюса, у якому найбільша частка польського населення. Автономна територія мала охоплювати не всю Литовську Вільнюську область, а тільки ту частину, де польське населення переважало, тобто близько 4930 км² (включаючи розширені кордони Вільнюса) з населенням 215 тис. жителів, у тому числі 33 тис. у Новій Вілейці (для порівняння, Люксембург має площу 2586 км² і населення 470 тис. жителів, а автономна німецькомовна громада в Бельгії охоплює лише 854 км² і 71 тис. жителів). Кількість людей, що ідентифікують себе, як поляки у цій місцевості, становила понад 66 %, але цей показник, ймовірно, природно зріс би, якби польська стала тут офіційною мовою, або однією з державних мов наряду з литовською — і навіть білоруською. Саме місто Вільнюс залишилось поза автономною територією з понад 100 тис. поляків. вони становили 18-20 % населення. Було прийнято гімн території " Rota " та біло-червоний прапор. У нинішньому адміністративному поділі Литовської Республіки на 10 районів (апскритис) Польський автономний округ був би середньою одиницею як за кількістю населення, так і за площею.
2 травня 1991 року ради Вільнюського й Солечницького районів проголосили Польський національно-територіальний край.
До визнання Польського національно-територіального краю Верховною Радою Литви, до якої були направлені постанова, а також проєкт закону про створення автономії, правління було доручено Координаційній раді.
Однак литовська еліта виступила проти автономії, вказуючи на іредентизм, зраду та реалізацію сценарію, написаного в Москві. Уряд та еліта у Варшаві повністю підтримували прагнення Литви до незалежності, припускаючи, що вдячні литовці самі захочуть вирішити проблеми польської меншини, тоді як автономні прагнення поляків лише послабили рух за незалежність Литви.
19 серпня в Москві відбулася спроба комуністичного перевороту, яку підтримали поляки-комуністи в Литві. Його розпад означав кінець планів створення Польського автономного краю. 3 вересня 1991 р. районна рада Солечника звільнила голову Чеслава Висоцького та його заступника, через підтримку перевороту, але наступного дня литовський парламент розпустив органи місцевого самоврядування в польськомовних регіонах і запровадив судове управління у Шальчинінкайській та Вільнюській областях. Польські лідери були притягнуті до відповідальності та звільнені. Тоді редакції польських часописів були приєднані до литовських, польську редакцію на литовському телебаченні замінили на литовські тощо.
Використовуючи литовське приймання в наступні роки, в рамках реприватизації, фактично було здійснено колонізацію Вільнюського краю, адже литовське законодавство дозволяло повернути націоналізовані СРСР землі в будь-якій частині Литви, а тому багато етнічних литовців повернули собі землі, втрачені, наприклад, у Жмуді біля Вільнюса (набагато більшої цінності). Землю «повернули» за критерієм класу сільськогосподарських угідь, а тому для кращих земель біля Паневежиса більша за площею ділянка гірша, але значно дорожча, тому що вона знаходилась поблизу великого міста — Вільнюса, було передано. Серед тих, хто отримав землі на Віленщині та у Вільнюсі за рахунок польських власників і спадкоємців, є також і представники литовського істеблішменту, серед них наприклад, «батько незалежності Литви» Вітовтас Ландсбергіс.

## Дивитися також
- Автономія Вільнюського краю
- Східнопольська Соціалістична Радянська Республіка
- Литвинізація
- Серединна Литва
- Польська Республіка
- Польський націоналізм